# Hyles etrusca
Hyles etrusca är en fjärilsart som beskrevs av Vrty. Hyles etrusca ingår i släktet Hyles och familjen svärmare. Inga underarter finns listade i Catalogue of Life.